# Hugo Camps
Hugo Camps (Molenstede, Diest; 12 de mayo de 1943-Knokke, 29 de octubre de 2022) fue un periodista, columnista y escritor belga. Ha publicado en revistas belgas y neerlandesas y ha escrito varios libros sobre fútbol y ciclismo en particular. Estuvo asociado con Elsevier Weekblad durante más de treinta y cinco años, para lo cual escribió una entrevista semanal y una columna sobre deportes hasta su muerte.

## Carrera profesional
Después de estudiar filosofía en la Universidad Católica de Lovaina, trabajó como reportero (de guerra) en Vietnam, Chile, donde cubrió el golpe de Estado de 1973 y Medio Oriente. Luego se convirtió en editor en jefe de Het Belang van Limburg. A mediados de la década de 1990, Camps realizó retratos deportivos para VRT, seguidos en 1996 por una serie de entrevistas deportivas para Teleac bajo el nombre de "Single Game".
Desde 1986 trabajó para el semanario de opinión Elsevier. Hizo entrevistas con atletas, políticos, chefs, columnistas, editores en jefe, escritores, artistas, actores, cantantes, empresarios y actores holandeses, franceses y belgas.
El NRC Handelsblad también publicó columnas deportivas suyas durante 26 años (1993-2019). Luego continuó la columna (hasta su muerte) en Elsevier Weekblad. Camps también escribió columnas para De Morgen, P-Magazine y De Toestand.
Camps apareció regularmente en la televisión holandesa y flamenca. Fue uno de los invitados habituales en el programa deportivo holandés Sport aan Tafel y en los primeros años del programa de entrevistas de fútbol Voetbal Insite también hizo apariciones regulares.

## Vida personal
Camps tuvo dos hijas y vivió en Knokke durante los últimos años de su vida. Murió a la edad de 79 años después de una corta estadía en el hospital.

## Premios
- En 1988 fue nombrado caballero de la Orden de Leopoldo II.
- En 2007 recibió la medalla de bronce del Fondo Lucas-Ooms.
- Con motivo de sus treinta años de asociación con Elsevier Weekblad, fue nombrado caballero de la Orden de Orange Nassau el 2 de marzo de 2016. Ese día, en presencia del ex primer ministro belga Guy Verhofstadt, entre otros, fue entregada con las correspondientes condecoraciones por la embajadora holandesa en Bélgica, Maryem van den Heuvel, durante un almuerzo en su residencia de Bruselas.[4]

## Libros
- Medias a media asta, Ámsterdam, Thomas Rap, 1992
- Constant Vanden Stock: una vida, dos carreras, Lovaina, Kritak; Ámsterdam, Thomas Rap, 1993
- Entre la cuna y la hierba: historias de fútbol, Ámsterdam, etc., De Arbeiderspers, 1994
- One rose too few: veinte mujeres sobre la vida y el bienestar, Amsterdam, Thomas Rap, 1994
- Ideales culpables: reflexiones registradas por Hugo Camps, Breukelen, Nijenrode University Press, 1995
- La felicidad tiene cordones: entrevistas de fútbol, Ámsterdam, Thomas Rap, 1996
- Ritual de nostalgia, Zoeterwoude, De Uitvreter, 1996
- Winds down en buen estado, Ambo/Anthos, 1998
- No soporto la pereza: Entrevista a Sergio Herman, [Sl] : [sn], 2002
- In the Eyes: Fifty Masterful Conversations, Amsterdam, Prometheus, 2003
- Demarrage en la felicidad: entrevistas con héroes ciclistas, Amsterdam, Elsevier, 2007
- Comida sabrosa, Elsevier, 2008
- Belgas, 29 entrevistas sobre los Países Bajos, Flandes y Valonia, Ámsterdam, Elsevier Boeken, 2011
- Bert van Marwijk, 2012
- Carrera/estampado 1: las mejores historias ciclistas, 2013
- Un trago honesto de roble, 2014
- Francia y los franceses, Brigitte Bardot y otras entrevistas y reportajes, Ámsterdam, Elsevier Weekblad, 2017

## Biografía
- Manu Adriaens, Camps 75: una vida de tinta, medias de nailon y aceite de masaje, Uitgeverij Borgerhoff & Lamberigts, 2018, ISBN 9789089318428

- Datos: Q2341794
- Multimedia: Hugo Camps / Q2341794